# Tipula (Lunatipula) lamellata
Tipula (Lunatipula) lamellata is een tweevleugelige uit de familie langpootmuggen (Tipulidae). De soort komt voor in het Nearctisch gebied.